# 카트린 드 프랑스 왕녀 (1401년)
발루아의 캐서린(Catherine of Valois, 1401년 10월 27일 ~ 1437년 1월 3일)은 영국의 군주 헨리 5세의 왕비이다. 샤를 6세와 바이에른의 이자보 사이에서 태어난 막내딸로 발루아의 이자벨의 동생이자 샤를 7세의 누나이다.

## 생애
헨리 5세의 아버지인 헨리 4세는 일찌감치 캐서린을 자신의 아들과 결혼시킬 마음을 먹고 있었으나 이를 성사시키지 못하고 죽었다. 프랑스 왕실 또한 캐서린의 언니 발루아의 이자벨의 전례가 있었기 때문에 이 결혼에 소극적인 태도를 취하고 있었다.
그러나 1415년 아쟁쿠르 전투에서 대승을 거둔 영국은 프랑스에 대한 압박 조치로서 캐서린과의 결혼 및 프랑스 왕위계승권을 요구했다. 캐서린의 어머니 이자보가 이 조건을 받아들이면서 1420년 6월 2일 헨리 5세와 캐서린은 트루아의 성당에서 결혼식을 올렸고 1421년 2월 23일 웨스트민스터 사원에서 대관식을 치렀다.
1421년 12월 6일 윈저성에서 아들 헨리 6세가 태어났지만 남편 헨리 5세가 1422년 8월 급사하는 비운을 겪었다. 캐서린은 이후 두 번째 남편 오언 튜더(en)와의 사이에서 제1대 리치먼드 백작 에드먼드 튜더를 비롯한 4남 3녀를 낳았다 한다.
캐서린은 1437년의 연초에 막내 (이름: Catherine 또는 Margaret)을 낳자마자 사망했으며 웨스트민스터 사원에 묻혔다. 그녀가 오언과의 사이에서 낳은 에드먼드는 이후 튜더 왕조를 연 헨리 7세의 아버지이다.